# Jeanine Mason
Jeanine Marie Mason (Miami, 14 de Janeiro de 1991) é uma atriz dançarina americana especializada em dança contemporânea. Se tornou famosa por sua aparição na quinta temporada do show So You Think You Can Dance (2009) exibido no Brasil pelo canal Liv, onde foi a vencedora, sendo a pessoa mais nova a ganhar a competição. 
Sua estréia como atriz foi um pequeno papel na série Big Time Rush da Nickelodeon como uma Muffy, escrava vampira perseguindo o vampiro James (James Maslow). Ela também já atuou na série Grey's Anatomy como a personagem recorrente Dr. Sam Bello.

## So You Think You Can Dance
Aos 18 anos, Jeanine Mason competiu na quinta temporada do show So You Think You Can Dance, se tornando a vencedora da final, onde também estavam Brandon Bryant, Kayla Radomski, e Evan Kasprzak. Durantes as primeiras 5 semanas da competição(de Top 20 a Top 12), Jeanine era parceira de Phillip Chbeeb. Na sexta semana (Top 10), Mason dançou uma coreografia contemporânea feita por Travis Wall e foi par de Jason Glover. Depois, ela também foi parceira de Brandon Bryant, Ade Obayomi, Evan Kasprzak, and Kayla Radomski. Mason foi constantemente elogiada por suas performances fortes e versáteis.
Durante o outono de 2009, Jeanine fez tour pelos Estados Unidos com os doze melhores dançarinos da competição de So You Think You Can Dance.

## Filmografia
| Ano  | Título                     | Papel            | Notas            |
| ---- | -------------------------- | ---------------- | ---------------- |
| 2011 | The Bling Ring             | Bosso            | Filme televisivo |
| 2011 | Glassy                     |                  | Curta-metragem   |
| 2012 | ¡Understudy!               | Clara Klein      | Curta-metragem   |
| 2014 | Default                    | Marcela          |                  |
| 2016 | El Empantanado (The Muddy) | Heili            |                  |
| 2017 | The Archer                 | Rebecca Rosinsky |                  |

| Ani       | Título                                   | Papel           | Notas                            |
| --------- | ---------------------------------------- | --------------- | -------------------------------- |
| 2010      | Big Time Rush                            | Muffy           | Episódio: "Big Time Halloween"   |
| 2011      | The Fresh Beat Band                      | Amy             | Episódio: "Step It Up"           |
| 2011      | CSI: Crime Scene Investigation           | Gween Seligson  | Episódio: "Brain Doe"            |
| 2012      | Hollywood Heights                        | Natalie         | 2 episódios                      |
| 2013      | Bunheads                                 | Cozzette        | 7 episódios                      |
| 2013      | The Secret Life of the American Teenager | Bebe            | Episódio: "Money for Nothin'"    |
| 2013      | Major Crimes                             | Heather         | Episódio: "Jailbait"             |
| 2014      | Awkward                                  | Shayne          | Episódio: "Prison Breaks"        |
| 2014      | You're the Worst                         | Dana            | Episódio: "Equally Dead Inside"  |
| 2014      | NCIS: Los Angeles                        | Bonnie Flores   | Episódio: "The Grey Man"         |
| 2016      | Of Kings and Prophets                    | Merav           | Elenco Regular; 9 episódios      |
| 2017      | Daytime Divas                            | Nick            | 2 episódios                      |
| 2017      | Criminal Minds                           | Helen (Barista) | Episódio: "To a Better Place"    |
| 2017-2018 | Grey's Anatomy                           | Sam             | Elenco Recorrente; 14ª temporada |
| 2019-2022 | Roswell, New Mexico                      | Liz Ortecho     | Elenco Principal                 |

1. ↑  http://ew.com/tv/2017/10/09/greys-anatomy-season-14-new-interns/